# Oberpfalz
Oberpfalz är ett regeringsdistrikt i det tyska förbundslandet Bayern.  Huvudstad är Regensburg.

## Historia
År 1329 avstod den tysk-romerske kejsaren Ludvig IV (1282–1347) det blivande Oberpfalz i Bayern till dåvarande furstendömet Pfalz. När Pfalz, som då blivit kurfurstendöme, delades 1410, tillföll Oberpfalz Johann av Pfalz-Neumarkt (1383–1443). Dennes son var Kalmarunionens kung Kristofer av Bayern (1416–1448) och Oberpfalz regerades alltså i personalunion med de nordiska rikena 1443–1448. När Kristofer dog barnlös, tillföll hans hertigdöme Pfalz-Mosbach, som 1499 uppgick i själva Pfalz.
Under trettioåriga kriget erövrades Oberpfalz 1623 av Bayern och vid westfaliska freden 1648 införlivades Oberpfalz med detta land.
Dagens Oberfalz är betydligt större än det historiska. Förutom av det historiska hertigdömet Oberpfalz består dagens provins även av det historiska biskopsdömet Regensburg, samt själva staden Regensburg som tidigare varit fri riksstad; likaså furstendömet Pfalz-Sulzbach och hertigdömet Pfalz-Neuburg samt delar av det tidigare hertigdömet Bayern m.m.
Distriktet har 1 116 741 invånare den 31 december 2021 och en yta på 9 690,12 km² den 1 januari 2021.

## Geografi

### Läge
Distriktet omfattar delar av bergsområdena Oberpfälzer Wald och Bayerischer Wald och av floden Naab med mera.

### Administrativ indelning
Oberpfalz indelas i tre kretsfria städer och sju kretsar:
| Regionalkod | Kategori      | Namn                                |
| ----------- | ------------- | ----------------------------------- |
| 09361       | Kretsfri stad | Amberg                              |
| 09362       | Kretsfri stad | Regensburg                          |
| 09363       | Kretsfri stad | Weiden                              |
| 09371       | Krets         | Landkreis Amberg-Sulzbach           |
| 09372       | Krets         | Landkreis Cham                      |
| 09373       | Krets         | Landkreis Neumarkt in der Oberpfalz |
| 09374       | Krets         | Landkreis Neustadt an der Waldnaab  |
| 09375       | Krets         | Landkreis Regensburg                |
| 09376       | Krets         | Landkreis Schwandorf                |
| 09377       | Krets         | Landkreis Tirschenreuth             |

### Grannområden
Grannområden är Karlovy Vary (region) (Tjeckien, CZ) i norr, Plzeň (region) (Tjeckien, CZ) i öster, Niederbayern (092) i söder, Oberbayern (091) i sydväst, Mittelfranken (095) i väster och Oberfranken (094) i nordväst.